# Polyrhachis schoopae
Polyrhachis schoopae é uma espécie de formiga do gênero Polyrhachis, pertencente à subfamília Formicinae.